# 석회냉이족
석회냉이족(石灰--族, 학명: Kernereae 케르네레아이[*])은 배추과의 족이다.

## 하위 분류
- 석회냉이속(Kernera Medik.)
- Petrocallis R.Br.
- Rhizobotrya Tausch